# Aore (île)
Pour les articles homonymes, voir Aore.
Aore est une île du Vanuatu située dans la province de Sanma, entre Malo et Espiritu Santo, en face de Luganville.

## Géographie
Elle a une superficie de 57,6 km2 (en incluant la petite île voisine Tutuba). Il s'agit d'un atoll surélevé.

## Population
Aore était peuplée en 2009 par 556 habitants. Une langue, l’aore, était autrefois parlée sur l’île, mais elle est aujourd’hui éteinte.